# Primera campanya de Borgnis-Desbordes
La primera campanya de Borgnis-Desbordes a l'Alt Senegal es va desenvolupar el 1880 i 1881. Aquesta primera campanya va portar al tinent coronel Gustave Borgnis-Desbordes a Kita on havia de construir un fort en els terrenys cedits pel rei Tokonta; disposava de 209 tiradors, 22 spahis, una bateria, una companyia d'obrers (49 homes) i altres treballadors amb material considerable i els seus oficials eren el comandant Voyron i els capitans Monségur, Pujol, Archinard i Pol. L'acompanyava també una missió topogràfica dirigida pel comandant Derrien. En total eren 410 homes combatents, la meitat europeus. L'expedició s'iniciava a finals d'any quan comença l'estació seca i els camins són transitables. L'expedició va sortir el novembre de 1880 de Saint Louis i van arribar a Médine el 12 de desembre que van haver d'abandonar precipitadament a causa d'una epidèmia de febre tifoide. Pel camí van incendiar el llogaret de Foukhara que s'havia mostrat hostil. El 17 de gener van arribar a Bafoulabé. Van creuar el Bafing en piragües i després el Bakhoy a Toukoto, i van arribar a Kita el 7 de febrer de 1881. Allí va signar un nou tractat en els mateixos termes que l'anterior i es va determinar el lloc pel fort.
El francesos van començar a requisar queviures als miserables poblats de la rodalia; un d'ells, Goubanko, es va resistir; eren malinkes que havien fugit de Birgo davant els tuculors i havien rebut hospitalitat del rei de Kita en un lloc a 12 km d'aquesta ciutat on van construir el seu poble i una muralla defensiva (tata) darrere la qual s'havien refugiat al llarg dels anys tota mena de gent, bandits, resistents o aventurers i reputada com inexpugnable; com que el saqueig de Dio no va tenir reacció, la població de Goubanko estava confiada i segura de si mateixa; el tinent coronel els va comminar però no li van fer cas i la població fou atacada amb totes les forces; tres muralles formaven la tata que rodejava el poble per tots costats; la bateria va obrir foc (11 de febrer) però no va poder obrir bretxa; una sortida dels pobladors fou rebutjada; al migdia la bateria ja no tenia municions i el comandant Voyron va atacar de front i va prendre la primera defensa; Archinard va atacar llavors la segona; el tercer reducte fou pres després de quasi un hora, costant la vida al capità Pol. 300 indígenes van morir mentre els francesos van tenir 5 baixes i 24 ferits entre els quals el capità Marchi que va morir l'endemà. La ciutat fou arrasada i els seus caps es van sotmetre. Uns dies després la columna va tornar a Kita i va començar a treballar en el fort que es va acabar el maig. Intimidat Ahmadu a Ségou va deixar marxar a la missió Gallieni que va poder abandonar Nango el 21 de març amb un tractat que reconeixia el dret de lliure navegació francesa per la part del riu Níger sotmès als tuculors. L'expedició va retornar a Médine el mateix maig.
Mentrestant el telègraf s'anava estenent entre Médine i Kita a les ordres de l'indígena Mademba, i la missió topogràfica de Derrien feia un reconeixement de la regió per determinar el possible pas de la línia fèrria per la vall del Bakhoy o del Baoulé (afluent del Bakhoy). Aquesta missió comptava amb diversos oficials (tinent de vaixell Kersabiec (encarregat de les observacions astronòmiques), tinents Sorin i Hué de la marina; els capitans Sever (operacions geodèsiques), Sourdeval, Delanneau, Rivais i els sotstinents Delcroix i Brosselard-Faidherbe.